# Andrés Mendoza Acevedo
Andrés Augusto Mendoza Acevedo (Chincha Alta, 26 de abril de 1978) es un exfutbolista peruano que jugaba como delantero. Fue internacional con la selección de fútbol del Perú.
Es considerado una leyenda del Brujas y el principal ídolo extranjero junto a Rune Lange, donde obtuvo una Jupiler Pro League, dos Copa de Bélgica y tres Supercopa de Bélgica, anotó 80 goles en 189 partidos—, entre los cuales figura un gol especial en la victoria por 1-0 contra el Milan en San Siro por la Liga de Campeones de la UEFA, además de ser el cuarto máximo goleador en la historia del club y el quinto futbolista extranjero con más partidos disputados. Es uno de los mejores jugadores extranjeros que actuaron en el fútbol belga. 
Asimismo, fue internacional con la selección de fútbol de Perú, con la que jugó una edición de la Copa América en 2007 y también participó en los torneos clasificatorias para los mundiales de Corea del Sur - Japón 2002, Alemania 2006 y Sudáfrica 2010, totalizando 47 encuentros y convirtiendo 7 goles.
Fue uno de los mejores delanteros peruanos que jugó en el fútbol europeo convirtiendo más de 100 goles.

## Trayectoria
Comenzó su carrera en las divisiones menores del club Sporting Cristal. Su debut en la Primera División del Perú se dio en el Club Sporting Cristal en 1996, logrando el campeonato de ese año actuando como pieza de recambio. En 1997 jugó la final de la Copa Libertadores que su equipo perdió con el Cruzeiro de Brasil, aunque no fue hasta 1998 cuando le llegó la oportunidad de ser titular y demostrar su calidad como delantero. En 1999 se marcha a Europa y ficha por el Club Brujas en donde consigue el título de la Primera División de Bélgica en la temporada 2002/03. Obtiene también la Copa de Bélgica del 2002 anotando 3 goles en la final, dos años después (2004) vuelve a anotar 1 gol en la final para la conquista de una nueva Copa de Bélgica, gana además 3 Supercopa de Bélgica en el 2002, 2003 y 2004).
Tras cuatro buenas temporadas en el equipo belga en donde anota 77 goles en 173 partidos oficiales, en el 2004 ficha por el Metalurg Donetsk de Ucrania en donde cumple una buena actuación por lo que es contratado por el Olympique de Marsella para la temporada 2005/06 en el cuadro francés su rendimiento es bajo por lo que el club decide declararlo transferible al acabar la primera rueda, tras unos meses sin jugar ficha nuevamente por el club ucraniano Metalurg Donetsk en febrero del 2006, pero como la liga ucraniana estaba a punto de finalizar fue cedido al FC Dinamo Moscú hasta el final de dicha temporada. Durante el periodo 2006/07 juega nuevamente por el Metalurg Donetsk, siendo titular y anotando 10 goles en 30 partidos. En el 2007 se marcha al Steaua Bucarest donde tiene un rendimiento irregular dejando la titularidad y convirtiéndose en pieza de recambio. En julio del 2008 ficha por el Monarcas Morelia de México. En su primer torneo en México logra el subliderato de goleo con 10, solo 1 gol abajo del chileno Héctor Mancilla, líder con 11 en 16 juegos.

## Selección peruana
Fue convocado para la Selección Peruana de Fútbol que se preparaba para el preolímpico de Argentina 2000 pero fue separado por negarse a cantar el Himno Nacional aduciendo que no lo hacía por motivos religiosos. En el 2001 volvió a ser convocado por su selección convirtiéndose en titular, en las Eliminatorias a Alemania 2006 fue dejado de lado luego de un error garrafal en el partido Perú-Ecuador en el cual generó una situación de gol que luego falló (en el minuto final), sin que haya arquero en el arco ecuatoriano. Debido a esto se le culpó de la casi eliminación peruana recibiendo el rechazo de los medios y la "hinchada" por lo que dejó de ser convocado hasta el año 2007.
Regresó para la Copa América 2007 donde hizo una asistencia en el partido contra Uruguay. Ahora en las Eliminatorias a Sudáfrica 2010, Chemo Del Solar lo convocó para la tercera y cuarta fechas de dicha eliminatoria. En el partido contra Brasil, ingresó faltando poco para acabar los 90 minutos. Por último en el partido contra Ecuador, entra junto con Jefferson Farfán, y acaba marcando un gran gol colocado al ángulo superior izquierdo venciendo a la portería de Marcelo Elizaga.
El 7 de diciembre de 2007, junto a los jugadores Santiago Acasiete, Jefferson Farfán y Claudio Pizarro fue suspendido de la Selección de fútbol del Perú por su participación en los actos de indisciplina producidos luego del empate ante Brasil en Lima, por las Eliminatorias para la Copa Mundial de Fútbol de 2010.
El 27 de marzo de 2008, se anunció a la prensa la sanción impuesta a los 4 jugadores involucrados en los actos indisciplina: suspensión de la Selección Peruana durante 18 meses y el pago de una multa solidaria de US$ 20,000.

### Participaciones en Eliminatorias
| Eliminatorias                    | Selección              | Resultado              | Partidos | Goles | Prom. |
| -------------------------------- | ---------------------- | ---------------------- | -------- | ----- | ----- |
| Eliminatorias Sudamericanas 2002 | Perú                   | 8.º (No clasificó)     | 9        | 1     | 0,11  |
| Eliminatorias Sudamericanas 2006 | Perú                   | 9.º (No clasificó)     | 10       | 2     | 0,20  |
| Eliminatorias Sudamericanas 2010 | Perú                   | 10.º (No clasificó)    | 2        | 1     | 0,50  |
| Total en Eliminatorias           | Total en Eliminatorias | Total en Eliminatorias | 21       | 4     | 0,19  |

### Participaciones en Copas América
| Copa                    | Sede                    | Resultado               | Partidos | Goles | Prom. |
| ----------------------- | ----------------------- | ----------------------- | -------- | ----- | ----- |
| Copa América 1999       | Paraguay                | Cuartos de final        | 1        | 0     | 0,00  |
| Copa América 2004       | Perú                    | Cuartos de final        | 4        | 0     | 0,00  |
| Copa América 2007       | Venezuela               | Cuartos de final        | 3        | 0     | 0.00  |
| Total en Copas Américas | Total en Copas Américas | Total en Copas Américas | 8        | 0     | 0,00  |

## Estadísticas

### Clubes
| Club | Temporada     | Liga  | Liga  | Copas (1) | Copas (1) | Internacional (2) | Internacional (2) | Total (3) | Total (3) | Promedio |
| Club | Temporada     | Part. | Goles | Part.     | Goles     | Part.             | Goles             | Part.     | Goles     | Promedio |
| --- | ------------- | ----- | ----- | --------- | --------- | ----------------- | ----------------- | --------- | --------- | -------- |
| Sporting Cristal · Perú |               |       |       |           |           |                   |                   |           |           |          |
| 1996-99 | 67            | 33    | -     | -         | 14        | 3                 | 81                | 36        | 0,44      |          |
| Total club | 67            | 33    | 0     | 0         | 14        | 3                 | 81                | 36        | 0,44      |          |
| Club Brujas KV · Bélgica |               |       |       |           |           |                   |                   |           |           |          |
| 1999-00 | 10            | 1     | -     | -         | -         | -                 | 10                | 1         | 0,10      |          |
| 2000-01 | 33            | 12    | 1     | 0         | 6         | 3                 | 40                | 15        | 0,38      |          |
| 2001-02 | 32            | 15    | 5     | 3         | 7         | 3                 | 44                | 21        | 0,48      |          |
| 2002-03 | 29            | 12    | 4     | 0         | 10        | 2                 | 43                | 14        | 0,33      |          |
| 2003-04 | 25            | 14    | 5     | 1         | 8         | 2                 | 38                | 17        | 0,45      |          |
| Total club | 129           | 54    | 15    | 4         | 31        | 10                | 175               | 68        | 0,39      |          |
| Metalurg Donetsk · Ucrania |               |       |       |           |           |                   |                   |           |           |          |
| 2004-05 | 23            | 12    | 2     | 0         | -         | -                 | 25                | 12        | 0,48      |          |
| 2006-07 | 21            | 7     | -     | -         | -         | -                 | 21                | 7         | 0,33      |          |
| 2007-08 | 9             | 3     | -     | -         | -         | -                 | 9                 | 3         | 0,33      |          |
| Total club | 53            | 22    | 2     | 0         | 0         | 0                 | 55                | 22        | 0,40      |          |
| Olympique de Marsella Francia |               |       |       |           |           |                   |                   |           |           |          |
| 2005-06 | 11            | 1     | -     | -         | 9         | 1                 | 20                | 2         | 0,05      |          |
| Total club | 11            | 1     | 0     | 0         | 9         | 1                 | 20                | 2         | 0,05      |          |
| FC Dinamo Moscú · Rusia |               |       |       |           |           |                   |                   |           |           |          |
| 2006 | 3             | 0     | 2     | 0         | -         | -                 | 5                 | 0         | 0,00      |          |
| Total club | 3             | 0     | 2     | 0         | 0         | 0                 | 5                 | 0         | 0,00      |          |
| Steaua Bucarest · Rumania |               |       |       |           |           |                   |                   |           |           |          |
| 2007-08 | 15            | 2     | -     | -         | -         | -                 | 15                | 2         | 0,13      |          |
| Total club | 15            | 2     | 0     | 0         | 0         | 0                 | 15                | 2         | 0,13      |          |
| Monarcas Morelia · México |               |       |       |           |           |                   |                   |           |           |          |
| 2008-A | 16            | 10    | -     | -         | -         | -                 | 16                | 10        | 0,63      |          |
| 2009-C | 11            | 3     | 4     | 1         | -         | -                 | 15                | 4         | 0,27      |          |
| Total club | 27            | 13    | 4     | 1         | 0         | 0                 | 31                | 14        | 0,45      |          |
| Diyarbakırspor Turquía |               |       |       |           |           |                   |                   |           |           |          |
| 2009-10 | 14            | 5     | -     | -         | -         | -                 | 14                | 5         | 0,36      |          |
| Total club | 14            | 5     | 0     | 0         | 0         | 0                 | 14                | 5         | 0,36      |          |
| Columbus Crew Estados Unidos |               |       |       |           |           |                   |                   |           |           |          |
| 2010 | 10            | 2     | 1     | 0         | -         | -                 | 11                | 2         | 0,18      |          |
| 2011 | 30            | 13    | -     | -         | 6         | 3                 | 36                | 16        | 0,44      |          |
| Total club | 40            | 15    | 1     | 0         | 6         | 3                 | 47                | 18        | 0,38      |          |
| Atlante · México |               |       |       |           |           |                   |                   |           |           |          |
| 2012-C | 11            | 2     | -     | -         | -         | -                 | 11                | 2         | 0,18      |          |
| Total club | 11            | 2     | 0     | 0         | -         | -                 | 11                | 2         | 0,18      |          |
| Pacífico FC · Perú |               |       |       |           |           |                   |                   |           |           |          |
| 2013 | 26            | 4     | -     | -         | -         | -                 | 26                | 4         | 0,15      |          |
| Total club | 26            | 4     | 0     | 0         | 0         | 0                 | 26                | 4         | 0,15      |          |
| Alianza Universidad · Perú | 2014          | 6     | 1     | -         | -         | -                 | -                 | 6         | 1         | 0,17     |
| Alianza Universidad · Perú | Total club    | 6     | 1     | 0         | 0         | 0                 | 0                 | 6         | 1         | 0,17     |
| Total carrera | Total carrera | 402   | 152   | 24        | 5         | 60                | 17                | 486       | 174       | 0,37     |
| (1) Incluye datos de la Copa de Bélgica, Supercopa de Bélgica, Copa de Ucrania, Copa de Rusia, Copa de Rumania, InterLiga y US Open Cup.(2) Incluye datos de la Liga de Campeones de la UEFA, Copa UEFA.(3) No incluye goles en partidos amistosos. |               |       |       |           |           |                   |                   |           |           |          |

### Resumen estadístico
| Competición           | Partidos | Goles | Promedio |
| --------------------- | -------- | ----- | -------- |
| Primera División      | 402      | 151   | 0,38     |
| Copas nacionales      | 24       | 5     | 0,21     |
| Copas internacionales | 60       | 17    | 0,28     |
| Selección nacional    | 47       | 7     | 0,15     |
| TOTAL                 | 533      | 180   | 0,34     |

- Datos actualizados al 7 de septiembre de 2012.

## Palmarés

### Campeonatos nacionales
| Título                      | Club             | País    | Año     |
| --------------------------- | ---------------- | ------- | ------- |
| Primera División del Perú   | Sporting Cristal | Perú    | 1996    |
| Torneo Clausura             | Sporting Cristal | Perú    | 1998    |
| Copa de Bélgica             | Club Brujas KV   | Bélgica | 2001/02 |
| Supercopa de Bélgica        | Club Brujas KV   | Bélgica | 2001/02 |
| Primera División de Bélgica | Club Brujas KV   | Bélgica | 2002/03 |
| Supercopa de Bélgica        | Club Brujas KV   | Bélgica | 2002/03 |
| Copa de Bélgica             | Club Brujas KV   | Bélgica | 2003/04 |
| Supercopa de Bélgica        | Club Brujas KV   | Bélgica | 2003/04 |

### Campeonatos Internacionales
| Título                    | Club                  | País    | Año  |
| ------------------------- | --------------------- | ------- | ---- |
| Copa Kirin                | Selección del Perú    | Perú    | 1999 |
| Copa Intertoto de la UEFA | Olympique de Marsella | Francia | 2005 |

### Distinciones individuales
| Distinción                                                                           | Año  |
| ------------------------------------------------------------------------------------ | ---- |
| Máximo Goleador del Club Brujas en la Copa de la UEFA 2000-01                        | 2000 |
| Mejor jugador de la final Copa de Bélgica                                            | 2001 |
| Segundo máximo goleador de la Liga MX                                                | 2008 |
| Tercer máximo goleador de la Major League Soccer (13 goles)                          | 2011 |
| Reconocido como Leyenda del Club Brujas                                              | 2017 |
| Incluido en el XI ideal histórico de sudamericanos en la Primera División de Bélgica | 2019 |